# Ronde van Limburg 2023
Il Ronde van Limburg 2023, settantunesima edizione della corsa e valida come prova dell'UCI Europe Tour 2023 categoria 1.1, si svolse il 29 maggio 2023 su un percorso di 203,9 km, con partenza da Hasselt e arrivo a Tongeren, in Belgio. La vittoria fu appannaggio del belga Gerben Thijssen, il quale completò il percorso in 4h38'43", alla media di 43,894 km/h, precedendo l'australiano Caleb Ewan e il polacco Stanisław Aniołkowski.
Sul traguardo di Tongeren 111 ciclisti, dei 121 partiti da Hasselt, portarono a termine la competizione.

## Squadre e corridori partecipanti
| N.    | Cod. | Squadra                     |
| ----- | ---- | --------------------------- |
| 1-7   | SOQ  | Soudal Quick-Step           |
| 11-17 | ADC  | Alpecin-Deceuninck          |
| 21-27 | ICW  | Intermarché-Circus-Wanty    |
| 31-37 | BWB  | Bingoal WB                  |
| 41-47 | LTD  | Lotto Dstny                 |
| 51-57 | BEB  | Bolton Equities Black Spoke |
| 61-67 | HPM  | Human Powered Health        |
| 71-77 | Q36  | Q36.5 Pro Cycling Team      |
| 81-86 | TFB  | Team Flanders-Baloise       |

| N.      | Cod. | Squadra                    |
| ------- | ---- | -------------------------- |
| 91-97   | UXT  | Uno-X Pro Cycling Team     |
| 101-107 | BTL  | Baloise-Trek Lions         |
| 111-117 | ABC  | Abloc CT                   |
| 121-127 | ARA  | ARA-Skip Capital           |
| 131-137 | BCY  | Beat Cycling Team          |
| 141-147 | GDM  | Materiel-Velo.com          |
| 151-157 | MET  | Metec-Solarwatt p/b Mantel |
| 161-167 | TIS  | Tarteletto-Isorex          |
| 171-177 | TDT  | TDT-Unibet Cycling Team    |

## Ordine d'arrivo (Top 10)
| Pos. | Corridore        | Squadra     | Tempo    |
| ---- | ---------------- | ----------- | -------- |
| 1    | Gerben Thijssen  | Intermarché | 4h38'43" |
| 2    | Caleb Ewan       | Lotto       | s.t.     |
| 3    | S. Aniołkowski   | Human       | s.t.     |
| 4    | Tim Merlier      | Soudal      | s.t.     |
| 5    | Erlend Blikra    | Uno-X       | s.t.     |
| 6    | Martijn Budding  | TDT         | s.t.     |
| 7    | Lionel Taminiaux | Alpecin     | s.t.     |
| 8    | Timothy Dupont   | Tarteletto  | s.t.     |
| 9    | Milan Fretin     | Flanders    | s.t.     |
| 10   | Sander De Pestel | Flanders    | s.t.     |